# Barbianello
\'\'\'Barbianello\'\'\' é uma comuna italiana da região da Lombardia, província de Pavia, com cerca de 816 habitantes. Estende-se por uma área de 11 km², tendo uma densidade populacional de 74 hab/km². Faz fronteira com Albaredo Arnaboldi, Broni, Campospinoso, Casanova Lonati, Pinarolo Po, Redavalle, Santa Giuletta.

## Demografia
| Variação demográfica do município entre 1861 e 2011                               |
|                                                                                   |
| Fonte: Istituto Nazionale di Statistica (ISTAT) - Elaboração gráfica da Wikipedia |